# Ana Bebić
Ana Bebić (nacida 7 de mayo de 1986, en Metković, Croacia) es una cantante croata, que alcanzó la fama al participar en concursos de televisión como Hrvatski Idol, Ne zaboravi stihove!, y Operacija trijumf (Operación Triunfo), con el que se hizo famosa, debido a que el concurso se emitió en cinco países balcánicos.

## Vida
Ana Bebic nació el 7 de mayo de 1986, en Metković, Croacia. Es la tercera y la menor de sus hermanos. Tiene una hermana mayor, Zrinka y un hermano, Iván. 
Desde su infancia ha mostrado interés en la música y la danza. Sin embargo, su primer amor fue el deporte, y empezó a jugar balonmano en su ciudad natal, que es conocida por sus numerosos jugadores de balonmano. A pesar de no tener formación musical, Ana ha conseguido ser muy conocida en su país y en otros de alrededor. 
Actualmente se encuentra en la posición número 1 en la lista Index.hr de las mujeres más bellas de Croacia.

## Carrera musical

### Principios
Ana comenzó a entrar en concursos y festivales musicales como Glas Neretve donde cantó con su hermano Ivan "Ima Nade li za nas" (¿Hay esperanza para nosotros?) y donde ganó el premio del público. Dos años antes, en el mismo festival, ganó el mismo premio cantando "Dodirni mi koljena" de Zana. También participó en Melodije Juga festival y ganó el premio mejor al mejor debut. Un año más tarde, volvió al mismo festival, con su padre, Zoran, donde cantó "Cvite Moj". Más tarde acudió a otros festivales como Marko Polo y Mostar. 
Grabó algunas canciones como: "Prijateljice", "Zastave" y "Sladoled" con la banda "Adastra". Luego participó en algunos programas de televisión como Hrvatski Idol, Ne zaboravi stihove! y Operacija trijumfOperación Triunfo. 

### Hrvatski Idol
En la versión croata de Pop Idol, Ana consiguió el sexto lugar. En el programa cantó las siguientes canciones:
- No Doubt — "Spiderwebs"
- Madonna — "Papa Don't Preach"
- Flare — "Srebrni"

### Ne Zaboravi Stihove
Ne Zaboravi Stihove es la versión croata del programa americano Don't Forget the Lyrics!. Ana tomó parte en el programa y ganó 100000HRK
En el programa cantó las siguientes canciones:
- Danijela Martinović — "Na po' mi srce živi"
- Dino Merlin y Nina Badrić — "Ti si mene"
- Meritas — "Budim se da"

## Operacija Trijumf
Operacija trijumf es la versión balcánica de Operación Triunfo. Ana fue una de los seis semifinalistas y fue se quedó en las puertas, a solo un día antes de la final. Ana pasó 99 días en la Academia. Durante el tiempo que permaneció en el programa estuvo en 14 galas y fue una de las invitadas especiales en la final, donde estrenó su nueva canción "Preživeću". 
Ana cantó las siguientes canciones en el programa:
- Anastacia — "Heavy on My Heart"/"Sick & Tired"/"I'm Outta Love" con Nina Petković y Milica Majstorović (Gala 1)
- Severina — "Tridesete" (Gala 2)
- Dado Topić y Slađana Milošević — "Princeza" con Nikola Sarić (Gala 3)
- Elena Risteska — "Ninanajna" con Elena Risteska (Gala 4)
- Robbie Williams y Kylie Minogue — "Kids" con Vukasin Brajić (Gala 5)
- Negative — "Ti me ne voliš" (Gala 6)
- Beyoncé Knowles ft. Jay-Z — "Crazy in Love" (Gala 7)
- Pink — "Get the Party Started" (Gala 8)
- Danijela Martinović — "Pleši sa mnom" con Danijela Martinović (Gala 9)
- Cyndi Lauper — "True Colors" (Gala 10)
- John Travolta Olivia Newton-John — "You're the One That I Want" con Nikola Paunović (Gala 10)
- Pink — "So What" con Sonja Bakić y Nina Petković (Gala 10)
- Britney Spears — "Womanizer (Gala 11)
- Queen — "We Will Rock You"/"We Are the Champions" con Danijel Pavlović, Vukašin Brajić, Sonja Bakić y Nikola Sarić (Gala 11)
- Christina Aguilera, Lil Kim, Pink, Mya and Missy Elliott — "Lady Marmalade" con Sonja Bakić y Karolina Gočeva (Gala 11)
- Aleksandra Radović — "Nisi moj" con Aleksandra Radović (Gala 12)
- Prljavo kazalište/VIS Idoli — "Mi plešemo"/"Maljčiki" con Igor Cukrov y Vukašin Brajić (Gala 12)
- Rihanna/Soft Cell/Rihanna — "SOS"/"Tainted Love"/"Disturbia" con Nina Petković y Sonja Bakić (Gala 12)
- Milena Vučić — "Luče" con Milena Vučić (Gala 13)
- Jelena Tomašević — "Oro con Nina Petković y Jelena Tomašević (Gala 13)
- Katy Perry — "I Kissed a Girl"/"Hot N Cold" con Nina Petković (Gala 13)
- Moloko — "Sing It Back"/"Familiar Feelings" (Semifinal)
- ET — "Tek je 12 sati" & "Sve bih dala da znam" con Nina Petković (Semifinal)
- Madonna — "Frozen" (Final)
- Ana Bebić — "Preživeću"

### Tras Operacija Trijumf
Ana Bebic cantó su primer sencillo, "Preživeću", en la última gala de Operacija trijumf, celebrada el 5 de enero de 2009 en Belgrado, Serbia. Recibió muy buenas críticas tanto por la audiencia como por el jurado.
Su participación en Operacija Trijumf le permitió trabajar con los productores Miró y Buljan Nenad Ninčević y crear la canción "Mrzim spore stvari" y cumplir el sueño de participar en el DORA, la preselección croata para el Festival de la Canción de Eurovisión 2009. El 28 de febrero de 2009, paicipó en la gala en la que finalmente terminó en la posición número tras recibir 11 puntos del televoto y 2 puntos del jurado. La canción ha recibido comentarios de todo tipo, infantil para una parte del público y brillante para otra. Muchos han predicho que la canción obtendrá gran respuesta del público.

## Discografía

### Álbumes
- 2009: Recopilación de canciones de Operacija Trijumf

### Singles
- 2009: "Preživeću" (#1  Serbia[3])
- 2009: "Mrzim spore stvari"